# استقامة التطور

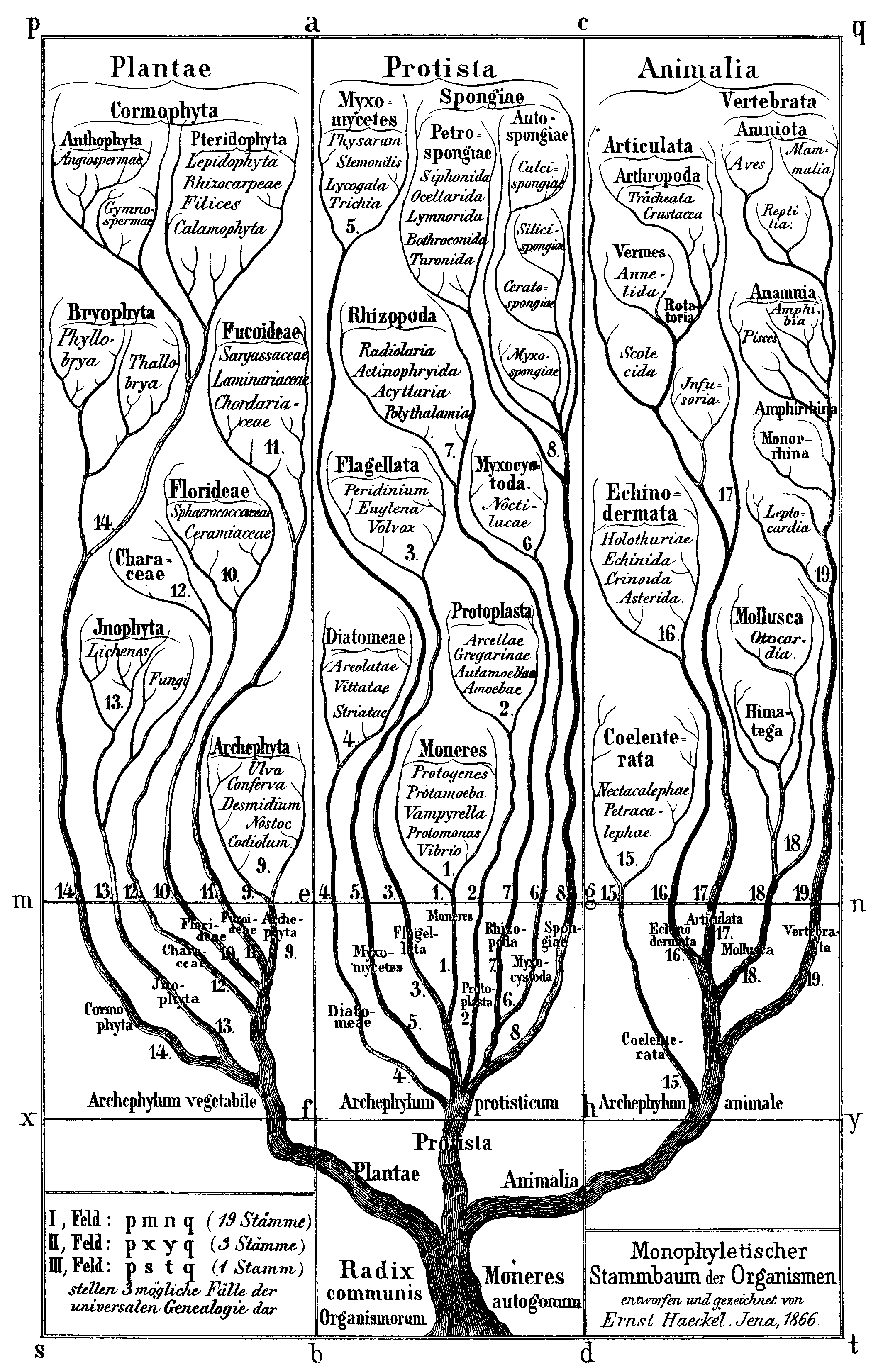

استقامة التطور أو تطور داخلي المنشأ (بالإنجليزية: Orthogenesis) هي فرضية تقول بأن الحياة بها نزعة متأصلة للتطور بشكل أحادي الخطية وبفعل قوى مُسَيِّرة داخلية أو خارجية. في علم الأحياء تقول الفرضية أن التطور البيولوجي يسير فوق خط مقرر غير متأثر بعوامل خارجية، أما في علم الاجتماع فهي تقول بأن التطور الاجتماعي يتم في اتجاه واحد ويمر بمراحل محددة مسبقًا.
قدم ويلهلم هاكي مصطلح استقامة التطور عام 1893 وأشاعه ثيودور إيمر بعد خمس سنوات. رفض مؤيدو استقامة التطور نظرية الانتقاء الطبيعي كآلية التنظيم في التطور واستبدلوها بنموذج مستقيم للتطور الموجه. مع ظهور التركيب الحديث الذي دُمج فيه علم الوراثة مع التطور، تخلى علماء الأحياء إلى حد كبير عن استقامة التطور وغيرها من البدائل، لكن فكرة أن التطور يمثل تقدمًا ما تزال مقبولة على نطاق واسع. حوّل عالم الأحياء التطوري إرنست ماير المصطلح ليصبح من المحرمات في مجلة نيتشر عام 1948، بقوله إنه ينطوي على «بعض قوة خارقة ما». هاجم عالم الحفريات الأمريكي جورج جايلورد سيمبسون (1953) استقامة التطور وربطها بالمذهب الحيوي ووصفها بأنها «القوة الداخلية الغامضة». من بين المؤيدين الحديثين للنظرية نجد إي. أو. ويلسون وسايمون كونواي موريس، بينما تستمر عروض المتاحف ورسومات الكتب المدرسية بإعطاء انطباع بوجود تقدم في التطور.
يلاحظ مايكل روس، وهو الفيلسوف في علم الأحياء، أنه في الثقافة الشعبية، للتطور والتقدم نفس المعنى ما خلق عن غير قصد صورة مضللة للتطور، قدمتها الصورة الشهيرة «مسير التقدّم» من القردة إلى البشر.

## تعريف
استخدم مصطلح استقامة التطور لأول مرة من قبل عالم الأحياء ويلهلم هاكي عام 1893. كان ثيودور إيمر أول من أعطى الكلمة تعريفًا بأنها «القانون العام الذي بموجبه يحدث التقدم التطوري في اتجاه ملحوظ، لا سيّما في المجموعات المتخصصة».

عام 1922، كتب عالم الحيوان مايكل ف.:
مصطلح استقامة التطور يعني الكثير من الأشياء المختلفة للعديد من الأشخاص المختلفين، بدءًا من مبدأ داخلي باطني كمالي، إلى مجرد اتجاه عام في التطور بسبب القيود البنيوية الطبيعية للمواد الجرثومية، أو إلى القيود المادية التي تفرضها بيئة ضيقة. في معظم البيانات الحديثة للنظرية، تبدو فكرة التغيير المستمر والتقدم في صفة واحدة أو أكثر، وفقًا للبعض نتيجة عوامل داخلية، ووفقًا للبعض الآخر فالأسباب الخارجية هي الفكرة المركزية.
بحسب سوزان شريبفير عام 1983:
يعني مصطلح استقامة التطور حرفيًا «الأصول المستقيمة» أو «التطور بخط مستقيم». يختلف معنى المصطلح من اللاهوتية واللاهوتية العلنية إلى الميكانيكية. تراوح من نظريات القوى الغامضة إلى مجرد وصف للاتجاه العام في التطور بسبب القيود الطبيعية إما للمادة الجرثومية أو للبيئة... بحلول عام 1910، افترض معظم الذين أيدوا استقامة التطور وجود محدّدات فيزيائية وليس ميتافيزيقية للتغيير المنظم.
عام 1988، عرّف فرانسيسكو ج. أيالا التقدم بأنه «تغيير منهجي في ميزة تخص جميع الأعضاء في تسلسل بطريقة تظهر بها الأعضاء الخلفية للتسلسل تحسينًا لهذه الميزة». أضاف أيالا أن هناك عنصرين في هذا التعريف هما التغيير الاتجاهي والتحسين وفقًا لمعيار ما. السؤال عما إذا كان التغيير الاتجاهي يشكل تحسنًا لا يعتبر علميًا؛ لذلك اقترح أيالا أن يركز العلم على مسألة ما إذا كان هناك تغيير اتجاهي، بغض النظر عما إذا كان هذا التغيير تحسينًا. يمكن مقارنة ذلك باقتراح ستيفن جاي غولد «استبدال فكرة التقدم بمفهوم تشغيلي للاتجاهية».

عام 1989، عرّف بيتر جيه. بولر مصطلح استقامة التطور على أنه:
بالمعنى الحرفي للكلمة، يعني المصطلح التطور في خط مستقيم، يُفترض عمومًا أنه تطور تبقيه قوى داخلية للكائن الحي على خط مستقيم. تفترض استقامة التطور أن الاختلاف ليس عشوائيًا ولكنه موجه نحو الأهداف الثابتة. وبالتالي، فإن الانتقاء عاجز في هذه الحالة لأن العوامل الداخلية هي التي توجه التطور وتتحكم بالاختلاف.
عام 1996، عرّف مايكل روس استقامة التطور بأنها «الرأي القائل بأن التطور له نوع خاص به من الزخم يحمل الكائنات الحية على طول مسارات معينة».

## الحالة

### في العلوم
يعلّق مؤرخ البيولوجيا إدوارد ج. لارسون قائلًا: بدأت الصيغ الأقوى لفرضية استقامة التطور بفقدان شعبيتها عندما أصبح واضحًا أنها غير متسقة مع الأنماط التي وجدها علماء الحفريات في السجل الأحفوري، والتي كانت غير مستقيمة إنما متفرعة بشكل كبير. تخلى التيار الرئيسي للتطور عن هذه الفرضية عندما لم يعثر على أي آلية من شأنها أن تفسرها، وهنا سادت نظرية التطور بالانتقاء الطبيعي. 
على المستويين النظري والفلسفي، بدا أن اللاماركية واستقامة التطور يحلان الكثير من المشكلات، ما يجعل التخلص منهما غير ممكن، لكن علماء الأحياء لم يتمكنوا من توثيق حدوث أي منهما لا في الطبيعة ولا في المختبر، وبالتالي تبخّر المفهومان بمجرّد ظهور بديل موثّق على الساحة.
يبدو أن التركيب الحديث في ثلاثينيات وأربعينيات القرن العشرين، والذي دمجت فيه الآليات الجينية للتطور، يدحض الفرضية بشكل نهائي. مع ازدياد فهمنا لهذه الآليات، ثبت أنه لا توجد طريقة طبيعية يمكن بها أن تكون آلية الوراثة المكتشفة حديثًا بعيدة النظر أو لها ذاكرة من الماضي، وبالتالي من المستحيل أن يسير التطور في خط موجّه ما يضع استقامة التطور خارج طبيعية العلوم.
اعتبر إرنست ماير أن استقامة التطور من المحرّمات عام 1948.
بحلول عام 1948، صنّف عالم الأحياء التطوري إرنست ماير -بصفته رئيس تحرير مجلة «التطور»- مصطلح المحرمات لوصف استقامة التطور: «قد يكون من الجيد الامتناع عن استخدام مصطلح استقامة التطور.. لأن الكثير من علماء الوراثة يجمعون أن استخدامه يعني وجود قوة خارقة للطبيعة.»
مع بروز علم الأحياء التطوري في أواخر القرن العشرين وأوائل القرن الحادي والعشرين، وهو مفتوح لمفهوم الوراثة الموسع الذي يضم فيزياء التنظيم الذاتي، عادت أفكار لاتجاهات المفضلة للتغير المورفولوجي للظهور.
لهذه الأسباب وغيرها، ظل الإيمان بالتقدم التطوري «بدعة مستمرة» بين علماء الأحياء التطوريين، منهم إي. أو. ويلسون وسايمون كونوي موريس، على الرغم من إنكارهم لذلك أو إخفائهم له. كتب الفيلسوف في علم الأحياء مايكل روس أن «بعض من أهم أنصار التطور اليوم هم من التقدميين، ولهذا السبب نجد أن التقدمية المطلقة مستمرة في أعمالهم.

## في الثقافة الشعبية
نجد في الثقافة الشعبية أن الصور التقدمية للتطور واسعة الانتشار. يشير المؤرخ جنيفر تاكر، الذي يكتب في صحيفة بوسطن غلوب، إلى أن التوضيح الذي وضعه توماس هنري هكسلي عام 1863 والذي يقارن الهياكل العظمية للقرود بهياكل البشر «أصبح اختصارًا بصريًا متميزًا للتطور يمكن تمييزه على الفور». إنها «واحدة من أكثر الرسومات إثارة للاهتمام والأكثر تضليلًا في تاريخ العلم الحديث.» لا أحد، يضيف تاكر، يفترض أن تسلسل «القرود إلى البشر» يصور بدقة التطور الدارويني. كان أصل الأنواع يحتوي على رسم توضيحي واحد فقط، وهو رسم بياني يوضح أن الأحداث العشوائية تخلق عملية تطور متفرّع، وهو رأي مقبول على نطاق واسع بين علماء الأحياء الحديثين. لكن صورة هكسلي تعني ضمنيًا «تقدم منطقي يسير بخطى متوازنة» يؤدي إلى الإنسان العاقل، وهو رأي ندد به ستيفن جاي غولد.

## الاختلاف الميسّر
رفضت علوم الاحياء إلى حد كبير فكرة أن التطور موجه بأي طريقة، لكن تطور بعض الميزات تيسره بالفعل جينات مجموعة الأدوات الوراثية التنموية التي دُرست في البيولوجيا التنموية التطورية. مثال على ذلك هو تطور نمط الأجنحة في بعض أنواع فراشة هيليكونيوس، التي طورت أنماطًا مماثلة بشكل مستقل. تحاكي هذه الفراشات بعضها البعض، لذا فالانتقاء الطبيعي هو القوة المحركة للتطور في هذه الحالة، لكن أنماط الجناح، التي نشأت في أحداث تطورية منفصلة، تتحكم بها نفس الجينات.